# Camarophyllus
Camarophyllus (Fr.) P. Kumm., Führer für Pilzfreunde (Zwickau): 26, 117 (1871).
Appartengono al genere Camarophyllus funghi delle Hygrophoraceae con le seguenti caratteristiche:
- Cappello sodo, carnoso e non viscoso, colorazione dal bianco all'arancio chiaro, al violaceo;
- Lamelle completamente decorrenti o smarginate con trama irregolare;
- Gambo fibroso, carnoso, pieno liscio e solcato da fibrille.

## Commestibilità
Discreta, nonostante vi sia qualche specie non edule.

## Specie di Camarophyllus
- Camarophyllus niveus (Scop. Fr.) Bon
- Camarophyllus pratensis (Pers. :Fr.) Kumm.
- Camarophyllus virgineus (Wulf.:Fr.) P.D.Orton & Walt.